# أحمد العيدروس
أحمد بن محضار العيدروس (1889 - 1962 م) القائد العام للقوات المسلحة في دولة حيدر آباد، وظل في منصبه حتى تم ضم دولة حيدر آباد إلى الهند عام 1948.

## مولده ونشأته
ولد سنة 1889 م من عائلة حضرمية مهاجرة حيث وصل جده أحمد بن علي العيدروس مع ابنه محضار إلى كاليكوت ثم انتقلوا إلى حيدر أباد. نشأ تحت رعاية جده، والتحق بمدرسة سانت جورج [الإنجليزية] التي كان معظم الملتحقين بها من الطلاب الأوروبيين، وانضم إلى القوات العسكرية في عام 1913.

## حياته السياسية
شارك العيدروس في الحربين العالميتين، وكان يعمل في أول أمره كرمّاح [الإنجليزية] في سلاح الفرسان. وكان مقربًا وثيقًا ومساعدًا موثوقًا به في دولة نظام حيدر آباد. وكان إخوته أيضًا ضباطًا كبار وأفرادًا بارزين في جيش نظام حيدر آباد. وفي أيلول / سبتمبر 1948 شغل العيدروس رتبة لواء وقائد جيش دولة حيدر آباد. وقد بلغ عدد أفراد الجيش 6000 فرد، وهم يتألفون من ثلاثة أفواج مدرعة، فوج خيول، و11 كتيبة مشاة ومدفعية و18000 من المتطوعين الغير النظاميين المدربين تدريبًا سليمًا. خلال عملية بولو كان الجيش الهندي قادرًا على تشتيت قوات نظام حيدر آباد المختلطة خلال خمسة أيام من القتال. وقد استسلم الجنرال العيدروس، الذي نصح عثمان علي خان حاكم دولة نظام حيدر آباد بعدم القتال والاستسلام لقوات الجيش الهندي خارج مدينة حيدر آباد في 17 سبتمبر.